# Cuscuta callinema
Cuscuta callinema är en vindeväxtart som beskrevs av Butkov. Cuscuta callinema ingår i släktet snärjor, och familjen vindeväxter. Inga underarter finns listade i Catalogue of Life.